# 小行星4299
小行星4299（英語：4299 WIYN）是一颗围绕太阳公转的小行星。1952年8月28日，Indiana University在摩根县发现了此天体。
这颗小行星的绝对星等为272.69167等。